# Ernst Diedenhofen
Ernst Diedenhofen (* 22. Dezember 1898 in Mayen; † 11. September 1983 in Gerolstein) war ein deutscher Politiker (NSDAP).

## Leben
Ernst Diedenhofen wuchs in einer angesehenen Familie in Mayen auf. Er besuchte zunächst die Volksschule, dann das Gymnasium, ging aber nach der Obersekundarstufe ab. Von 1916 bis 1918 nahm er am Ersten Weltkrieg teil, zuletzt im Rang eines Feldwebels. Anschließend absolvierte er eine kaufmännische Lehre und arbeitete im elterlichen Hotel. 1923 übernahm er ein Konfektionshaus, das seiner Ehefrau Thea gehörte, das er bis 1931 führte und dann verpachtete. Anschließend arbeitete er wieder im elterlichen Betrieb.
Zum 1. Januar 1932 trat er der NSDAP bei (Mitgliedsnummer 840.376). Als Gründe gab er später wirtschaftliche Begebenheiten an. Er hoffte vor allem auf einen Judenboykott, der die angeblich übermächtigen jüdischen Einflüsse in der Wirtschaft zurückdrängen würde. Bereits im Herbst 1932 vertrat er den Ortsgruppenleiter von Mayen und wurde dortiger SA-Führer. Am 12. März 1933 wurde er Stadtverordneter im Stadtrat Mayen und war bis September 1933 Bürgermeister des Ortes. Anschließend wurde er von der Partei nach Koblenz versetzt, wo er hauptamtlicher Angestellter im Amt für Kommunalpolitik wurde. Von August 1934 bis zum September 1937 war er Kreisleiter und Bürgermeister von Bitburg, anschließend bis 1943 wurde er Kreisleiter von Birkenfeld-Baumholder und von 1943 bis 1945 Kreisleiter von Neuwied.
Im März 1945 wurde er als Feldwebel eingezogen und geriet am 28. April 1945 in Kriegsgefangenschaft. Nach seiner Rückkehr wurde er erneut verhaftet und verbrachte die Zeit bis zum 18. April 1950 in Untersuchungshaft. Zunächst wurde er zu drei Jahren Haft verurteilt. Das Urteil wurde jedoch aufgehoben und zu zehn Monaten Haft abgemildert. Beide Strafen waren jedoch durch die Internierung und Untersuchungshaft abgegolten. Im Entnazifizierungsprozess wurde er als „Belasteter“ eingestuft.

## Bewertung
Diedenhofen galt eigentlich als gemäßigter Kreisleiter. In seiner Zeit in Mayen war er relativ unauffällig, in Bitburg dagegen versetzte er eine Reihe „politisch unzuverlässiger“ Beamter. In Neuwied hatte er große Differenzen mit Landrat Rudolf Reppert und dem Neuwieder Bürgermeister Paul Haupt. Einer seiner Hauptkonkurrenten war außerdem Herbert Wild, Landrat von Birkenfeld, der ihn als machtgierigen Diktator beschrieb, der vom NS-Gedankengut besessen war. Im Entnazifizierungsverfahren erhielt er sehr schlechte Beurteilungen.